# Supercoppa serba 2014 (pallavolo femminile)
La Supercoppa serba 2014 si è svolta il 4 ottobre 2014: al torneo hanno partecipato due squadre di club serbe e la vittoria finale è andata per la prima volta all'Odbojkaški klub Vizura.

## Regolamento
Le squadre hanno disputato una gara unica.

## Squadre partecipanti
| Squadra      | Qualificazione                     | Ultima partecipazione |
| ------------ | ---------------------------------- | --------------------- |
| Vizura       | Vincitrice Superliga 2013-14       | Debutto               |
| Stella Rossa | Vincitrice Coppa di Serbia 2013-14 | Supercoppa serba 2013 |

## Torneo
| 16 ottobre 2014 Lajkovac Hala Sportova, Lajkovac Durata: 1h:10 - Spettatori: 1 200 | Vizura | 3 - 0 | Stella Rossa | 25-18, 25-23, 25-10 |